# Teofilo Petriella
Teofilo Petriella (Circello, 16 marzo 1878 – Luan Toro, 1925) è stato un politico e antifascista italiano.

## Biografia
Giornalista, letterato e giurista, ha insegnato letteratura italiana all'università di Napoli. Deputato popolare per una legislatura (dal 1921 al 1924), ha diretto il quotidiano Le battaglie del mezzogiorno. Nel 1923, quando il giornale viene distrutto dai fascisti, emigra in Argentina. Qui pronuncia numerose conferenze e poco dopo dà l'avvio a un vasto piano di colonizzazione nella Pampa, ove porta un gruppo di emigrati italiani. Morì nella località di Luan Toro nel 1925, all'età di 47 anni.